# Bojínek
Bojínek (Phleum) je rod trav, tedy z čeledi lipnicovitých (Poaceae). Jedná se o jednoleté nebo vytrvalé byliny. Jsou trsnaté nebo s oddenky, výběžky nebo jsou poléhavé. Stébla dorůstají výšek zpravidla 4–150 cm. Čepele listů jsou většinou ploché, 1–10 mm široké, na vnější straně listu se při bázi čepele nachází jazýček, 1,5–6 mm dlouhý. Květy jsou v kláscích, které tvoří latu, která je klasovitě, hlávkovitě či do vejčitého tvaru stažená. Klásky jsou silně zboku smáčklé, jednokvěté. Na bázi klásku jsou 2 plevy, které jsou přibližně stejné, krátce osinaté. Pluchy jsou bez osin. Plušky jsou dvoukýlné, bez osin. Plodem je obilka, která je okoralá. Celkově je známo asi 15 druhů, které najdeme hlavně v mírném pásu Evropy a Ameriky, místy se vyskytují i adventivně.

## Druhy rostoucí v Česku
V České republice rostou 4 druhy z rodu bojínek (Phleum).
Hojným druhem je bojínek luční (Phleum pratense). Roste zpravidla na živinami bohatých loukách, je též hojně přiséván na kulturní louky. Je to poměrně pozdní tráva, vyrůstá až létě. Bojínek švýcarský (Phleum rhaeticum, syn.: Phleum alpinum) je druh vyšších horských poloh, roste v pohraničních pohořích Čech a severní Moravy. Na rozdíl od bojínku lučního bývá nafialovělý. Bojínek hlíznatý (Phleum bertolonii, syn.: Phleum hubbardii, Phleum nodosum) je blízce příbuzný druh bojínku lučního a odlišuje se od něho obtížně. Je spíše suchomilnější. Jediným spolehlivým znakem je menší velikost klásků než má bojínek luční. Bojínek tuhý (Phleum phleoides, syn: Phleum boehmeri Wib.) se naopak pozná velmi snadno, neboť při ohnutí lichoklasu se vytvoří výrazné laloky, na rozdíl od ostatních v ČR rostoucích bojínků. Je to druh suchých trávníků teplých oblastí ČR.